# ならはしみき
ならはし みき（1960年〈昭和35年〉1月25日 - ）は、日本の女性声優。東京都出身。アーツビジョン所属。
代表作は『クレヨンしんちゃん』（野原みさえ）、『ちびまる子ちゃん』（みぎわさん）など。

## 経歴
恵泉女学園中学校・高等学校卒業。
円演劇研究所、NHKプロモートサービス、ボイスアーツ、舞台芸術学院、アクターズゼミナールに在籍し、現在はアーツビジョン所属。また、日本ナレーション演技研究所の講師としても活動し、教え子に早見沙織、内山夕実がいる。
爆笑問題の田中裕二は従弟である。

## 人物
演じる役は女性役が多いが、少年役も演じる。
趣味・特技はピアノ、キーボード、猫の声、柔軟体操、バレエ。

## 出演
太字はメインキャラクター。

### テレビアニメ
1983年
- キャプテン翼（政夫）

1984年
- ふしぎなコアラブリンキー（生徒）

1985年
- おねがい!サミアどん
- パーマン（子供）
- ルパン三世 PARTIII

1986年
- 宇宙船サジタリウス（1986年 - 1987年、ラナの子供、タラ）

1987年
- ウルトラB（女生徒A、女）
- ミスター味っ子（1987年 - 1989年、山岡しげる）

1988年
- 宇宙伝説ユリシーズ31（ノノ）
- それいけ!アンパンマン（1988年 - 、ユキダルマン〈初代〉、シュウマイ妹〈2代目〉、ハネル、ヤンミー〈初代〉、カカオくん〈初代〉、わかばちゃん）

1990年
- ちびまる子ちゃん（1990年 - 、みぎわさん、としちゃん、アマリリス、高宮さん、兼子くん、よし子さん〈2代目〉、みやこお姉さん〈2代目〉、神谷先生、高丸〈初代〉 他） - 2シリーズ
- NG騎士ラムネ&40（キリマン）
- 桃太郎伝説 PEACHBOY LEGEND（子鬼）

1991年
- おちゃめなふたご クレア学院物語（キャサリン・グレゴリー）
- ドラえもん（テレビ朝日版第1期）（女の子）
- 魔法使いサリー（1989年版）（ポン）
- 燃えろ!トップストライカー（アントニオ、少年A）
- RPG伝説ヘポイ（子供、男の子）

1992年
- 地球SOS それいけコロリン（江古緑子）
- クレヨンしんちゃん（1992年 - 、みさえ、ならはし晶子、三段腹イマジン、みちゃえ〈SHIN-MEN〉）
- ああ播磨灘（フーコ、チビマル）
- 南国少年パプワくん（レッサーパンダ）

1993年
- ミラクル☆ガールズ（更科理沙）
- 美少女戦士セーラームーン（1993年 - 1996年、ギガロス、チャガーマ、小太郎、園子） - 4シリーズ
- ジャングルの王者ターちゃん♡（1993年 - 1994年、ヂェーン）

1994年
- あそぼトイちゃん（ヒョースケ）
- 3丁目のタマ うちのタマ知りませんか?（エンジェル）

1995年
- ぼのぼの（ダイねえちゃん）
- ビット・ザ・キューピッド（ミダーラ）

1996年
- 快傑ゾロ
- みどりのマキバオー（仔馬）
- 魔法少女プリティサミー（ボール女、仮病女）

1997年
- 勇者王ガオガイガー（1997年 - 2005年、スワン・ホワイト、孤森レイコ、初野あやめ） - 2シリーズ
- キューティーハニーF（くの一カメレオン）
- はいぱーぽりす（桜の母）
- YAT安心!宇宙旅行（ウッチーママ）

1998年
- TRIGUN（靴屋のおかみさん）
- はれときどきぶた（給食のおばさん）
- ふしぎなメルモ（リニューアル版）（奥さん）
- 魔術士オーフェン（母）

2000年
- 風まかせ月影蘭
- サイボーグクロちゃん（マーくん）

2001年
- カスミン（カスミのママ、シカオ、マサエ先生）

2002年
- ヴァイスクロイツ グリーエン（シスター）
- GetBackers-奪還屋-（主任）
- 十二国記（座長の妻）

2004年
- 犬夜叉（甘太）
- ぷぎゅる（ナチ子）

2006年
- まじめにふまじめ かいけつゾロリ（ママさん）

2010年
- 屍鬼（伊藤郁美）

2011年
- ドラえもん（テレビ朝日版第2期）（カレン）

2012年
- あらしのよるに 〜ひみつのともだち〜（おばさん白ヤギ）
- FAIRY TAIL（2012年 - 2019年、リズリー） - 3シリーズ

2018年
- パズドラ（2018年 - 2025年、明石ひとみ、ゴン、ニャドラ、男子）

2019年
- 臨死!!江古田ちゃん（姉）
- けだまのゴンじろー（細太木ガス子）
- 魔入りました!入間くん（レディ・レヴィ）

2024年
- ぶっちぎり?!（灯やや子）

### 劇場アニメ
1985年
- キャプテン翼 ヨーロッパ大決戦（政夫）
- キャプテン翼 危うし! 全日本Jr.（政夫）

1986年
- キャプテン翼 明日に向って走れ!（政夫）
- キャプテン翼 世界大決戦!! Jr.ワールドカップ（政夫）

1989年
- それいけ!アンパンマン キラキラ星の涙（ユキダルマン）

1990年
- ちびまる子ちゃん（みぎわさん）
- ヘヴィ（ロニー）

1992年
- ちびまる子ちゃん わたしの好きな歌（みぎわ）

1993年
- クレヨンしんちゃん アクション仮面VSハイグレ魔王（みさえ）

1994年
- クレヨンしんちゃん ブリブリ王国の秘宝（みさえ）

1995年
- クレヨンしんちゃん 雲黒斎の野望（みさえ）

1996年
- クレヨンしんちゃん ヘンダーランドの大冒険（みさえ）

1997年
- クレヨンしんちゃん 暗黒タマタマ大追跡（みさえ）
- 地獄先生 ぬ〜べ〜恐怖の夏休み!! 妖しの海の伝説（礒女）

1998年
- クレヨンしんちゃん 電撃!ブタのヒヅメ大作戦（みさえ）

1999年
- クレしんパラダイス! メイド・イン・埼玉（みさえ）
- クレヨンしんちゃん 爆発!温泉わくわく大決戦（みさえ）
- ハッピーバースデー 命かがやく瞬間（花村桂子）

2000年
- クレヨンしんちゃん 嵐を呼ぶジャングル（みさえ）

2001年
- クレヨンしんちゃん 嵐を呼ぶ モーレツ!オトナ帝国の逆襲（みさえ）

2002年
- クレヨンしんちゃん 嵐を呼ぶ アッパレ!戦国大合戦（みさえ）

2003年
- クレヨンしんちゃん 嵐を呼ぶ 栄光のヤキニクロード（野原みさえ）

2004年
- クレヨンしんちゃん 嵐を呼ぶ!夕陽のカスカベボーイズ（みさえ）

2005年
- クレヨンしんちゃん 伝説を呼ぶブリブリ 3分ポッキリ大進撃（みさえ）

2006年
- クレヨンしんちゃん 伝説を呼ぶ 踊れ!アミーゴ!（みさえ）

2007年
- クレヨンしんちゃん 嵐を呼ぶ 歌うケツだけ爆弾!（みさえ）

2008年
- クレヨンしんちゃん ちょー嵐を呼ぶ 金矛の勇者（みさえ）

2009年
- クレヨンしんちゃん オタケベ!カスカベ野生王国（みさえ）

2010年
- クレヨンしんちゃん 超時空!嵐を呼ぶオラの花嫁（みさえ）

2011年
- クレヨンしんちゃん 嵐を呼ぶ黄金のスパイ大作戦（みさえ）

2012年
- クレヨンしんちゃん 嵐を呼ぶ!オラと宇宙のプリンセス（みさえ）

2013年
- クレヨンしんちゃん バカうまっ!B級グルメサバイバル!!（みさえ）

2014年
- クレヨンしんちゃん ガチンコ!逆襲のロボとーちゃん（みさえ）

2015年
- クレヨンしんちゃん オラの引越し物語 サボテン大襲撃（みさえ）
- ちびまる子ちゃん イタリアから来た少年（みぎわさん）

2016年
- クレヨンしんちゃん 爆睡!ユメミーワールド大突撃（みさえ）

2017年
- クレヨンしんちゃん 襲来!!宇宙人シリリ（みさえ）

2018年
- クレヨンしんちゃん 爆盛!カンフーボーイズ〜拉麺大乱〜（みさえ）

2019年
- クレヨンしんちゃん 新婚旅行ハリケーン 〜失われたひろし〜（みさえ）

2020年
- クレヨンしんちゃん 激突! ラクガキングダムとほぼ四人の勇者（みさえ）

2021年
- クレヨンしんちゃん 謎メキ!花の天カス学園（みさえ）

2022年
- クレヨンしんちゃん もののけニンジャ珍風伝（みさえ）

2023年
- しん次元! クレヨンしんちゃん THE MOVIE 超能力大決戦 〜とべとべ手巻き寿司〜（野原みさえ）

2024年
- クレヨンしんちゃん オラたちの恐竜日記（みさえ）

2025年
- クレヨンしんちゃん 超華麗!灼熱のカスカベダンサーズ（みさえ）

### OVA
1988年
- かいけつゾロリ
- 風を抜け!（レースクイーン）

1989年
- 新・キャプテン翼（立花政夫）
- 超人ロック 〜ロードレオン〜（マーク）
- 敵は海賊〜猫たちの饗宴〜

1990年
- 楳図かずおの呪い（つた江）
- ぬ〜ぼ〜 きえたメダル
- フリテンくん（婦警）

1991年
- いしいひさいちの大政界（政治家夫人）
- JINGI 仁義

1992年
- 天地無用!魎皇鬼（正木太老）

1993年
- キキとララのヘンゼルとグレーテル（ナレーション）
- キキとララのお姫さまになりたい（ナレーション）

1994年
- 埼玉暴走最前線 フラッグ!死にものぐるいの青春!!（女生徒A）

1996年
- 銀河英雄伝説（ラインハルト・フォン・ミューゼル〈幼年時代〉）

1999年
- Piaキャロットへようこそ!!2 DX（皆瀬葵）

2000年
- With You 〜みつめていたい〜（氷川菜織）
- 勇者王ガオガイガーFINAL（スワン・ホワイト、初野あやめ）

2001年
- GUNDAM EVOLVE 3 GF13-017NJII GOD GUNDAM（レイン・ミカムラ）
- ふしぎ遊戯 永光伝（夢明）

### Webアニメ
- ポケモン不思議のダンジョン 出動ポケモン救助隊ガンバルズ!（2007年、エアームド）
- クレヨンしんちゃん外伝 エイリアン vs. しんのすけ（2016年、みさえ）
- クレヨンしんちゃん外伝 おもちゃウォーズ（2016年、みさえ）
- クレヨンしんちゃん外伝 家族連れ狼（2017年、おみさ）
- クレヨンしんちゃん外伝 お・お・お・のしんのすけ（2017年、みさえ）

### ゲーム
1993年
- クレヨンしんちゃん 嵐を呼ぶ園児（1993年 - 1994年）
- クイズクレヨンしんちゃん（みさえ）
- クレヨンしんちゃん オラと遊ぼ（みさえ）

1994年
- 爆伝 アンバランスゾーン（卑弥呼）
- ジャングルの王者ターちゃん♡世界漫遊大格闘の巻（ヂェーン）
- キャプテン翼（立花政夫）

1995年
- クレヨンしんちゃん パズル大魔王の謎（みさえ、パズル大魔王）
- ぼのぐらし
- 戦国サイバー 藤丸地獄変

1996年
- ちびまる子ちゃん まる子デラックスクイズ（みぎわさん）
- 天地無用! 魎皇鬼FX（高岡まくら）
- 金田一少年の事件簿 悲報島 新たなる惨劇（クリス・アインシュタイン、葉月マサキ、葉月マユキ）

1997年
- TILK 〜青い海から来た少女〜（エーリッヒ）
- 魔法学園LUNAR!（クール）
- 私立ジャスティス学園 LEGION OF HEROES（ティファニー・ローズ）

1998年
- 個人教授（千葉有里巳）
- 闘神伝カードクエスト（セレーネ）
- Dancing Blade かってに桃天使!（キジメ）
- AZITO2（神無月スミレ）

1999年
- 俺の屍を越えてゆけ（九尾吊りお紺、遺言）
- 私立ジャスティス学園 熱血青春日記2（ティファニー・ローズ）
- Spiritual Soul（エラン）
- たまごDEパズル（フレイミィ）

2000年
- サモンナイト（スウォン）
- ブレイブサーガ2（スワン・ホワイト）
- サンライズ英雄譚R（スワン・ホワイト）
- 燃えろ!ジャスティス学園（ティファニー・ローズ）
- NEUES（エミュールス・ロイ）

2001年
- Piaキャロットへようこそ!!2.5（皆瀬葵）
- シェンムーII
- キッズステーション クレヨンしんちゃん オラとおもいでつくるゾ!（野原みさえ）
- サンライズ英雄譚2（レイン・ミカムラ、スワン・ホワイト）

2002年
- SDガンダム GGENERATION（2002年 - 2004年、レイン・ミカムラ） - 2作品

2003年
- SUNRISE WORLD WAR Fromサンライズ英雄譚（レイン、スワン、いずみ）
- みんなのGOLF 4（サンディ）

2004年
- ファントム・ブレイブ（ナレーション）
- クレヨンしんちゃん 嵐を呼ぶ シネマランドの大冒険!
- 太鼓の達人 シリーズ（2004年 - 2022年、和田どん〈2代目〉、和田かつ〈2代目〉、かめ、メカドン、カレクッタ＝ドンディー、よもぎまる、ママフェゴール） - 37作品

2005年
- ラジアータ ストーリーズ（ビシャス）
- 新世紀勇者大戦
- ファントム・キングダム（邪神ヴァルヴォルガの中部オルフェリア）

2006年
- クレヨンしんちゃん 伝説を呼ぶ オマケの都ショックガーン!
- キャプテン翼（立花政夫）※PlayStation 2版
- クレヨンしんちゃん 最強家族カスカベキング うぃ〜（みさえ）

2007年
- クレヨンしんちゃんDS 嵐を呼ぶ ぬってクレヨ〜ン大作戦!

2008年
- クレヨンしんちゃん 嵐を呼ぶ シネマランド カチンコガチンコ大活劇!
- ぷちえゔぁ

2009年
- ちびまる子ちゃんDS まるちゃんのまち（みぎわさん）
- クレヨンしんちゃん 嵐を呼ぶ ねんどろろ〜ん大変身!
- ファントム・ブレイブ Wii（ナレーション、ゴッドエリン）

2010年
- クレヨンしんちゃん おバカ大忍伝 すすめ!カスカベ忍者隊!
- クレヨンしんちゃん ショックガ〜ン!伝説を呼ぶオマケ大ケツ戦!!（みさえ）

2011年
- クレヨンしんちゃん 宇宙DEアチョー!? 友情のおバカラテ!!

2013年
- マリオカート アーケードグランプリDX（和田どん）

2014年
- クレヨンしんちゃん 嵐を呼ぶ カスカベ映画スターズ!（みさえ）
- 妖怪ウォッチ2 元祖/本家（和田どん）

2015年
- THE IDOLM@STER MUST SONGS 赤盤 / 青盤（和田どん）

2017年
- キャプテン翼 〜たたかえドリームチーム〜（立花政夫）
- クレヨンしんちゃん 激アツ! おでんわ〜るど大コン乱!（野原みさえ）
- デスティニーチャイルド（モア）

2021年
- 御城プロジェクト:RE〜CASTLE DEFENSE〜（鬼ヶ島、ラムリー城）
- ブレイブリーデフォルトII（リリー・グレナデン）
- ライブ・ア・ヒーロー！（マクラータ）
- クレヨンしんちゃん 「オラと博士の夏休み」〜おわらない七日間の旅〜（野原みさえ）

2022年
- ブレイブリーデフォルト ブリリアントライツ（リリー・グレナデン）
- ヒロイン忍法帖 姫影・壱（景浦れみ）

2024年
- クレヨンしんちゃん 「炭の町のシロ」（みさえ）

2025年
- ドンキーコング バナンザ（ダチョウ長老）

### ドラマCD
- 花のあすか組!（ハコザキ）
- 花のあすか組!2（原）
- 流行り神 ドラマCD「呪われた都市伝説」
- 獏-BAKU- 第三章（ナレーション）
- 本気（マジ）で欲しけりゃモノにしろ!（岡部佐和子）
- 魔法少女ファンシーCoCo P（小林小百合）
- 勇者王ガオガイガーシリーズ
  - スペシャルドラマ1 〜サイボーグ誕生〜（スワン・ホワイト）
  - スペシャルドラマ2 〜ロボット闇酷冒険記〜（スワン・ホワイト）
  - スペシャルドラマ3 〜最強勇者美女軍団〜（スワン・ホワイト、狐森レイコ、初野あやめ）
  - スペシャルドラマ4 〜ID5は永遠に…〜（スワン・ホワイト）
- 私がモテてどうすんだ（芹沼みつこ）

### 吹き替え

#### 映画
- RV（メリー・ジョー・ゴーニキー〈クリスティン・チェノウェス〉）
- アタック・ザ・マミー（ジュリー〈ホリー・レニンガム〉）
- エド・ウッド（キャシー・オハラ〈パトリシア・アークエット〉）
- キャノンボール
- グレムリン2 新・種・誕・生（ペギー〈ジュリア・スウィーニー〉）※ソフト版、テレビ朝日版
- ゴーストバスターズ2（ジェイソン〈ジェイソン・ライトマン〉）※フジテレビ版（日本語吹替完全収録版Blu-ray BOX収録）
- シャロウ・グレイブ
- 小公女（アーメンガード・セントジョン）
- チャイルド・プレイ
- バッド・アス ジャスティス・リターンズ（ジュリア〈メラニー・オチョア〉）
- プルガサリ 伝説の大怪獣（アミ）
- ホーム・アローン（ミーガン・マカリスター〈ヒラリー・ウルフ〉、空港の受付係〈ホープ・デイヴィス〉）※フジテレビ版（日本語吹替完全版Blu-rayBOX収録）
- ホーム・アローン2（ミーガン・マカリスター〈ヒラリー・ウルフ〉）※フジテレビ版
- もう子守歌はいらない（ラモーナ〈カリーナ・アロヤヴ〉）
- ラビリンス/魔王の迷宮（サラの義母〈シェリー・トンプソン〉、ジャンクレディ〈カレン・プレル〉）※ソフト版
- ローズ家の戦争 ※フジテレビ版
- ロードハウス/孤独の街 ※ソフト版

#### ドラマ
- L.A.ロー 七人の弁護士（メリーナ）
- フルハウス（モニカ）
- ブロッサム #102（アンジー）

#### アニメ
- アダムス・ファミリー2 アメリカ横断旅行!（オシーリア[43]）
- オリバー ニューヨーク子猫ものがたり（カップルの女、ジェニーの友達）
- 怪盗グルーのミニオン超変身（ウーベルシュレヒト校長[44]）
- キャスパー（ユニバーサル版）（バンシー先生）
- キャンプ・ラズロ（ニーナ、ミス・マーカス）
- スーパーマン（レスリー・ウィリス / ライブワイヤー）
- スパイダーマン&アメイジング・フレンズ（ミズ・ライオン）※ソフト版
- 新トムとジェリー（ジェリー）※旧ソフト版

### テレビドラマ
- なつぞら（2019年） - アニーの声

### CM
- 石丸電気（1990年代前半、CMナレーション）
- NITTOHNE（1992年 - 1993年、「クレヨンしんちゃんのクリーミーココア」、みさえの声として出演）
- タイトー パズルボブル2（1996年）
- メディアワークス お嬢様特急（1998年）
- ニッポンレンタカー（2004年 - 2010年、みさえの声として出演：「恋の行方」歌 ひろし&みさえ）
- ダイエープロビス（2007年 - 、ガーデンズファミリティー住吉CM ナレーション）
- アニマックス内「ポッカ100レモン」CM『レモンマン』（レモンママ）
- 明星食品 一平ちゃん 夜店の焼そば 塩だれ味（2008年 - 、明星食品ラジオCM）
- レオハウス（みさえの声としてCM出演）
- SCジョンソン スクラビングバブル 流せるトイレブラシ（2020年、みさえの声として出演）
- センチュリー21・ジャパン（2021年、みさえの声として出演）
- 森永乳業 ビヒダス ヨーグルト 便通改善 ドリンクタイプ（2023年、みさえの声として出演）

### テレビ番組
- 笠原将弘のデイリー・キッチン
- 鶴瓶の家族に乾杯（2016年、NHK） - 猫の「ミー」の吹き替えを担当
- 初めてのマルマル〜初体験にはドラマがある〜（2018年1月4日、フジテレビ） - ナレーション

### ラジオ
- 東京REMIX族（J-WAVE） - コーナー聞き 役

### その他コンテンツ
- 英単語センター1500（東進ブックス、日本語訳部分読み上げ担当）
- 英熟語センター750（東進ブックス、日本語訳部分読み上げ担当）
- 日立市商工会議所（2001年、水木の磯と石決明　Flashコンテンツ、ナレーション）
- シン・ゾンビ（2017年、GLAY『SUMMERDELICS』、和田どん役で参加）